# Biezelinge
Biezelinge es una localidad del municipio de Kapelle, en la provincia de Zelanda (Países Bajos). Está separada de la capital municipal por una vía férrea, en cuyo tramo se encuentra una estación.
Históricamente Biezelinge tuvo puerto, rellenado en 1717 y transformado en mercado.

## Personajes famosos
- Jan Peter Balkenende (n. 7 de mayo de 1956): presidente holandés.

- Datos: Q858257
- Multimedia: Biezelinge / Q858257